# 優しい夜の過し方
「優しい夜の過し方」（やさしいよるのすごしかた）は、1983年8月25日に発売された加藤和彦のソロ名義による12枚目のシングルである。

## 解説
「優しい夜の過し方」は加藤和彦のCBSソニー移籍第1弾シングルで、アルバム『あの頃、マリー・ローランサン』の先行シングルとして発売された。アルバム全体に共通する日常生活のひとこまを切り取った安井かずみの歌詞と6人編成を軸としたサウンドについて、加藤はワーナー・パイオニア時代に取り組んだヨーロッパ様式美とは異なり、ありのままの現代を描いたとし、作品創りには本や旅行などのいろいろな刺激から、やっとひとつの表現を得ると語っている。カップリング曲の「あの頃、マリー・ローランサン」も前記アルバムの収録曲で、ここで聴かれるサックスは清水靖晃が多重録音したものである。なお、「優しい夜の過し方」はシングル発売当時、東急建設のCMに使用され、加藤も安井とともに出演している。

## アートワーク
アート・ディレクションは渡辺かをるによるもので、ジャケットにはアルバムと同じ金子國義の絵画が使用されている。裏面には両曲の歌詞の他、右下に“LP同時発売中”と題されたアルバムの曲目紹介が掲載されている。

## 収録曲 / パーソネル
- 全作詞：安井かずみ、作曲：加藤和彦
- 収録時間はオリジナル・シングルレコードの表記に基づく。

### SIDE A
1. 優しい夜の過し方  –  (3:43)
  - 編曲：加藤和彦 / 清水信之
  - 加藤和彦  –  ヴォーカル、ギター
  - 高中正義  –  ギター
  - ウィリー・ウィークス  –  ベース
  - 高橋幸宏  –  ドラムス
  - 矢野顕子  –  ピアノ
  - 浜口茂外也  –  パーカッション
  - 清水信之  –  シンセサイザー、ストリングス・アレンジ
  - 大野ストリングス

### SIDE B
1. あの頃、マリー・ローランサン  –  (4:22)
  - 編曲：加藤和彦 / 坂本龍一
  - 加藤和彦  –  ヴォーカル、ギター
  - 高中正義  –  ギター
  - ウィリー・ウィークス  –  ベース
  - 高橋幸宏  –  ドラムス
  - 矢野顕子  –  ピアノ
  - 浜口茂外也  –  パーカッション
  - 清水靖晃  –  クラリネット、サックス
  - 清水信之  –  シンセサイザー
  - 坂本龍一  –  ストリングス・アレンジ
  - ジョー加藤ストリングス

## クレジット
- 絵：金子國義
- デザイン：渡辺かをる

## カバー
1989年に北川晴美が加藤のプロデュースによるアルバム『ROSES』にてカップリング曲の「あの頃、マリー・ローランサン」をカバーしている。